# Veronika Freitag
Veronika Freitag (* 1975 in Berlin) ist eine deutsche Schauspielerin.

## Leben
Veronika Freitag absolvierte eine Schauspiel-Ausbildung an der Berliner Schule für Schauspiel. Sie spielte in verschiedenen Theateraufführungen wie Blick zurück im Zorn oder Der Heiratsantrag mit.
Veronika Freitag wirkte 2001 in der Fernsehserie Liebe unter Verdacht als Svenja und im Spielfilm Nuttentarif mit. In Der letzte Zeuge spielte sie die Rolle der Schwester Flora. Im Jahr 2006 war sie in dem US-amerikanischen Kurzfilm 8 1/2 Minutes als Amelie zu sehen.
Am 25. Juli 2006 hatte Veronika Freitag ihren ersten Auftritt in der RTL-Daily Soap Unter uns. Sie spielte dort die Rolle der Silke Bergmann. Die letzte Folge mit ihr lief am 3. Juli 2007.
Freitags Beziehung zu Hollywoodstar Todd Tesen scheiterte. Seit April 2010 betreibt sie ein Anusara-Yogastudio in Hamburg.